# 전국농산물산지유통인중앙연합회
전국농산물산지유통인중앙연합회는 농산물 수집상업의 건전한 발전과 회원의 권익보호 및 복리증진 목적으로 1997년 7월 15일 설립된 대한민국 농림수산식품부 소관의 사단법인이다.

## 주요 사업
- 회원의 농산물 산지 유통(포전거래, 계약재배) 영업의 활성화
- 농산물 규격출하, 유통정책방향 등 회원을 위한 교육
- 공익사업 참여 및 회원의 후생 복지
- 국내외 교류 및 해외연수
- 기타 부대사업